# La Muraz
La Muraz (se prononce La Mura) est une commune française située dans le département de la Haute-Savoie, en région Auvergne-Rhône-Alpes. Elle fait partie de l'agglomération du Grand Genève.

## Géographie
La commune de La Muraz est située dans le département de la Haute-Savoie, aussi appelée « toit de l'Europe ».

## Urbanisme

### Typologie
Au 1er janvier 2024, La Muraz est catégorisée commune rurale à habitat dispersé, selon la nouvelle grille communale de densité à sept niveaux définie par l'Insee en 2022.
Elle est située hors unité urbaine. Par ailleurs la commune fait partie de l'aire d'attraction de Genève - Annemasse (partie française), dont elle est une commune de la couronne,. Cette aire, qui regroupe 158 communes, est catégorisée dans les aires de 700 000 habitants ou plus (hors Paris),.

### Occupation des sols
L'occupation des sols de la commune, telle qu'elle ressort de la base de données européenne d’occupation biophysique des sols Corine Land Cover (CLC), est marquée par l'importance des forêts et milieux semi-naturels (50,8 % en 2018), en augmentation par rapport à 1990 (49,5 %). La répartition détaillée en 2018 est la suivante : 
forêts (43,2 %), zones agricoles hétérogènes (38,8 %), prairies (7,9 %), milieux à végétation arbustive et/ou herbacée (7,5 %), terres arables (2,5 %).
L'IGN met par ailleurs à disposition un outil en ligne permettant de comparer l’évolution dans le temps de l’occupation des sols de la commune (ou de territoires à des échelles différentes). Plusieurs époques sont accessibles sous forme de cartes ou photos aériennes : la carte de Cassini (XVIIIe siècle), la carte d'état-major (1820-1866) et la période actuelle (1950 à aujourd'hui).

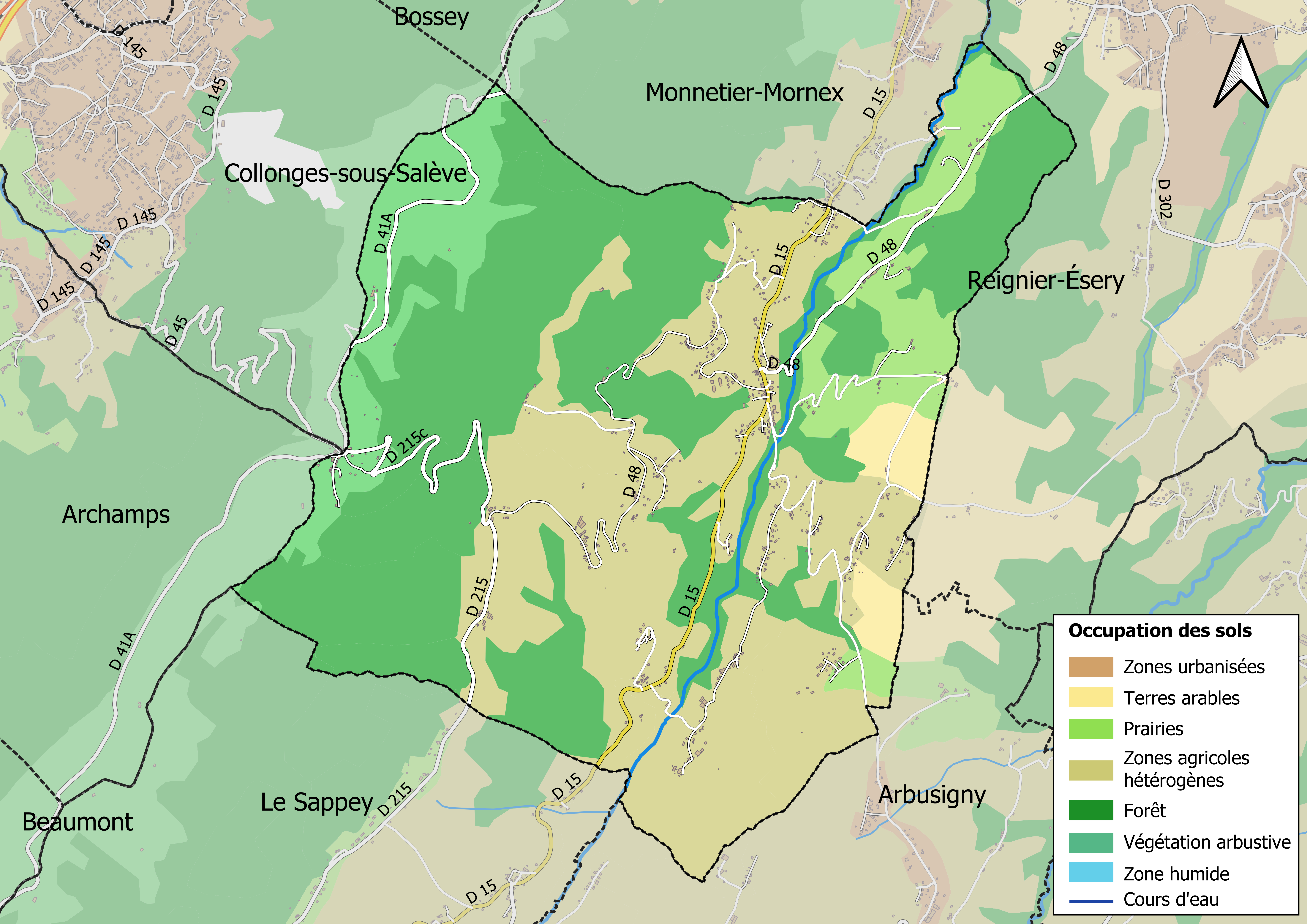
Carte des infrastructures et de l'occupation des sols en 2018 (CLC) de la commune.
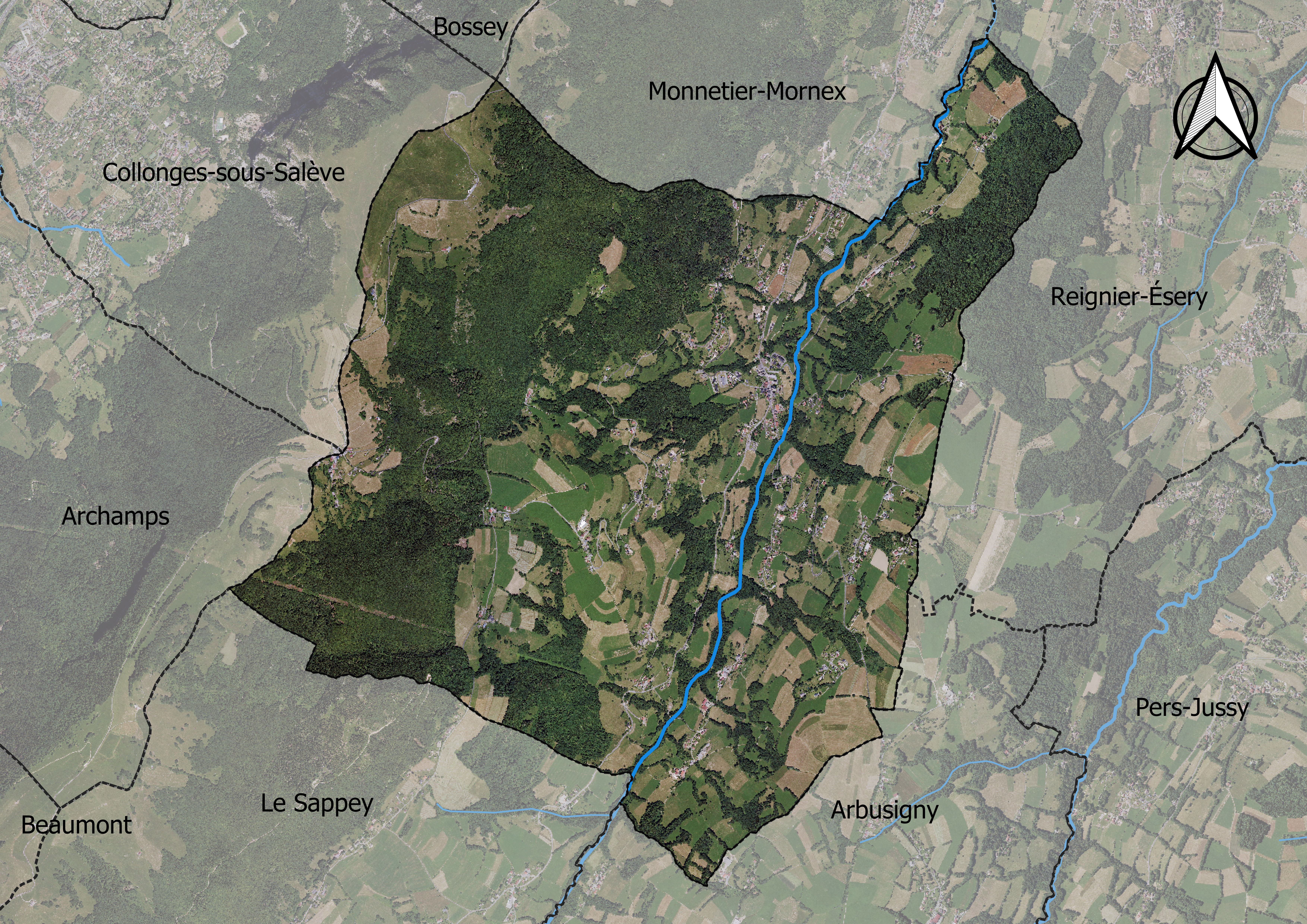
Carte orthophotogrammétrique de la commune.

## Toponymie

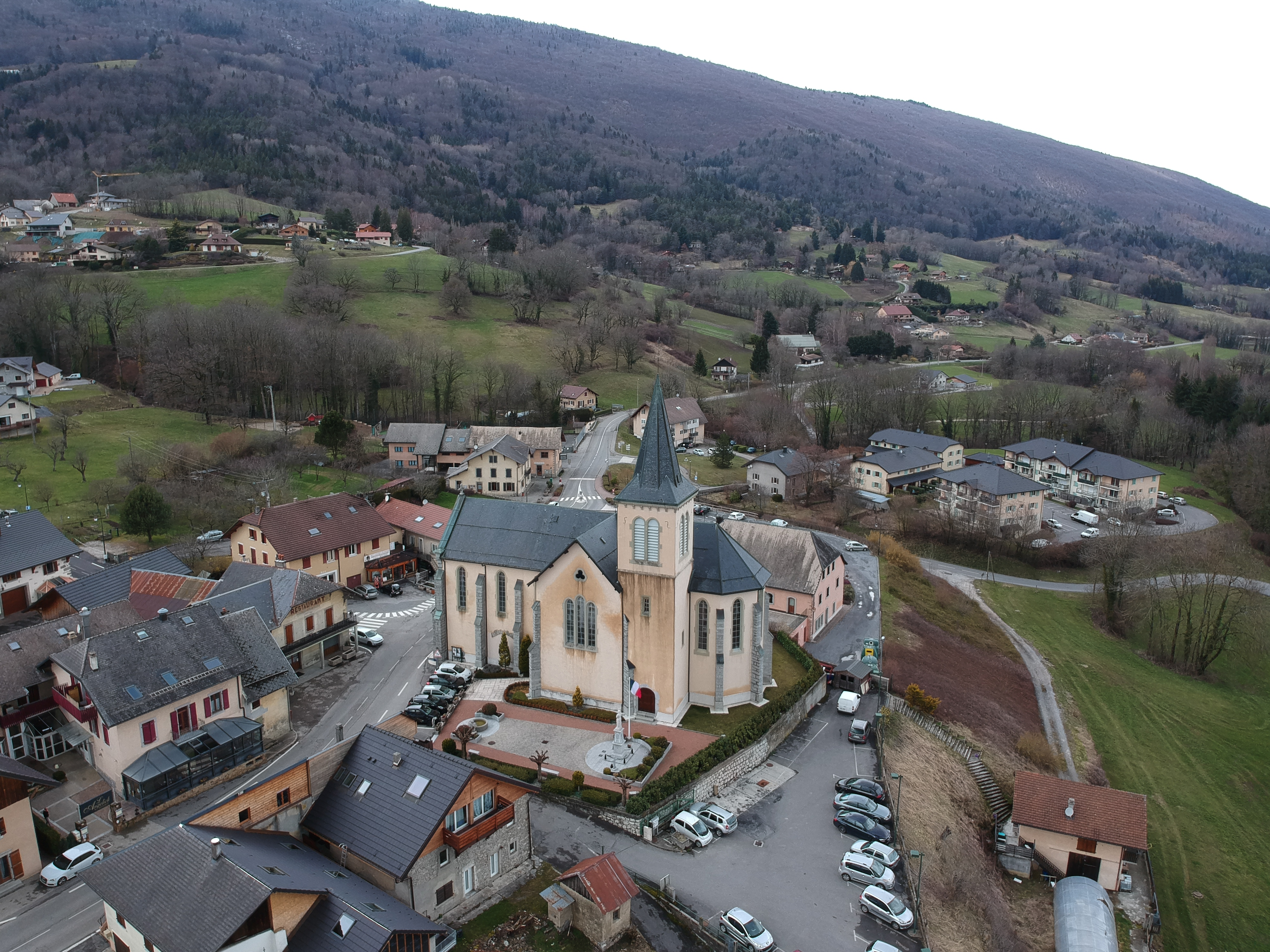
La Muraz, vue aérienne

La Muraz, commune de France, semble tirer l’origine de son nom de murs, sous-entendu murs en ruines ou vestiges de constructions, d’habitations rustiques mais murées, sa graphie ancienne étant Mura.
En francoprovençal, le nom de la commune s'écrit La Mura, selon la graphie de Conflans.

## Histoire
Lors des débats sur l'avenir du duché de Savoie, en 1860, la population est sensible à l'idée d'une union de la partie nord du duché à la Suisse. Une pétition circule dans cette partie du pays (Chablais, Faucigny, Nord du Genevois) et réunit plus de 13 600 signatures, dont 80 pour la commune,. Le duché est réuni à la suite d'un plébiscite organisé les 22 et 23 avril 1860 où 99,8 % des Savoyards répondent « oui » à la question « La Savoie veut-elle être réunie à la France ? ».

## Politique et administration
| Période                                  | Période  | Identité        | Étiquette | Qualité  |
| ---------------------------------------- | -------- | --------------- | --------- | -------- |
| 2014                                     | En cours | Nadine Perinet  |           |          |
| mars 2001                                | 2014     | Noël Jacquemoud | ...       | Retraité |
| avant 1981                               | ?        | François Laruaz |           |          |
| Les données manquantes sont à compléter. |          |                 |           |          |

## Démographie
L'évolution du nombre d'habitants est connue à travers les recensements de la population effectués dans la commune depuis 1793. Pour les communes de moins de 10 000 habitants, une enquête de recensement portant sur toute la population est réalisée tous les cinq ans, les populations de référence des années intermédiaires étant quant à elles estimées par interpolation ou extrapolation. Pour la commune, le premier recensement exhaustif entrant dans le cadre du nouveau dispositif a été réalisé en 2006.

En 2022, la commune comptait 1 055 habitants, en évolution de −0,28 % par rapport à 2016 (Haute-Savoie : +6,01 %, France hors Mayotte : +2,11 %).
| 1793 | 1800 | 1806 | 1822 | 1838 | 1848  | 1858 | 1861 | 1866 |
| ---- | ---- | ---- | ---- | ---- | ----- | ---- | ---- | ---- |
| 612  | 662  | 672  | 750  | 904  | 1 035 | 945  | 922  | 900  |

| 1872 | 1876 | 1881 | 1886 | 1891 | 1896 | 1901 | 1906 | 1911 |
| ---- | ---- | ---- | ---- | ---- | ---- | ---- | ---- | ---- |
| 895  | 820  | 841  | 831  | 798  | 868  | 752  | 708  | 661  |

| 1921 | 1926 | 1931 | 1936 | 1946 | 1954 | 1962 | 1968 | 1975 |
| ---- | ---- | ---- | ---- | ---- | ---- | ---- | ---- | ---- |
| 584  | 580  | 547  | 547  | 516  | 445  | 435  | 367  | 436  |

| 1982 | 1990 | 1999 | 2006 | 2011  | 2016  | 2021  | 2022  | - |
| ---- | ---- | ---- | ---- | ----- | ----- | ----- | ----- | - |
| 537  | 579  | 700  | 804  | 1 045 | 1 058 | 1 057 | 1 055 | - |

## Culture et patrimoine

### Lieux et monuments
- Église Saint-Martin.

### Héraldique
| Armes de La Muraz | Les armes de La Muraz se blasonnent ainsi : D'or a un écu de gueules à la croix d'argent en abime soutenu d'un tertre de trois coupeaux de sinople chargé en pointe d'un pont à une arche d'argent maçonné de sable ; chapé, engrelé d'azur au chef d'argent chargé de 2 fois trois étoiles de gueules. |

Son histoire est mal connue, car dépendant à la fois du chapitre des Macchabées de Genève et du prieuré de Peillonnex, qui y possédaient des fiefs jusqu’en 1791 et n’ont guère laissé d’archives.
Pourtant le peuplement doit être assez ancien, à en juger par les vestiges découverts à proximité. Le village de La Croisette situé à 1 200 m est le plus haut point de la commune où l’on trouve des blocs erratiques ; ils ont été déposés, il y a plus de 20 000 ans, par le glacier de l'Arve. On a trouvé d’importantes traces d’exploitation métallurgique de l’âge de fer (750-50 av. J.-C.) ; un ancien oppidum gaulois, village fortifié du temps des Allobroges, a pu y être situé.
L’église est dédiée à saint Martin, ce qui indique une grande ancienneté. En 1532, elle fut détruite par un incendie ; sur le linteau de la porte du clocher, on trouve gravées les armes de la famille Gerbaix de Sonnaz (domaine d’un Gallo-Romain nommé Solo) et la date de 1532. Le bâtiment actuel, de style néo-gothique, date de 1885. Dans le mur du chœur, à droite du maître-autel, se trouve encastrée une pierre ornée de motifs décoratifs en forme d’entrelacs et datant de l’époque carolingienne.
Deux feuillets de la mappe Sarde, dont l’original date de 1730, sont exposés dans la salle du conseil de la mairie.